# Can Ramió
Can Ramió és una masia de Sant Feliu de Buixalleu (Selva) inclosa a l'Inventari del Patrimoni Arquitectònic de Catalunya.

## Descripció
Masia aïllada situada al barri de Gaserans, al terme municipal de Sant Feliu de Buixalleu.
L'edifici consta de planta baixa i pis, amb un teulat a doble vessant, desaiguat als laterals. A més, té algunes edificacions annexes.
A la façana principal, a la planta baixa, hi ha la porta d'entrada amb arc de mig punt i adovellada, i una altra a la part dreta en arc escarsser. Al pis, hi ha tres finestres amb llinda, brancals i ampit de pedra. Destaca la finestra de la part dreta, amb un arc conopial esculpit.
La façana és de maçoneria, i es percep clarament la cadena cantonera realitzada amb carreus de pedra.